# Fenway Sports Group
Die Fenway Sports Group (FSG), von ihrer Gründung 2001 bis 2011 unter dem Namen New England Sports Ventures tätig, ist ein in der Sportvermarktungsbranche tätiges US-amerikanisches Unternehmen mit Sitz in Boston.
Der FSG gehören unter anderem das US-amerikanische Baseballteam Boston Red Sox, seit Ende 2021 das NHL-Team Pittsburgh Penguins und seit Oktober 2010 der britische Fußballclub FC Liverpool. Auch der Fenway Park, das Heimstadion der Boston Red Sox, und Anfield, das Heimstadion des FC Liverpool, werden von der FSG betrieben und vermarktet. Außerdem besitzt die FSG 80 Prozent Anteile des Sportfernsehsenders New England Sports Network (NESN) sowie 50 Prozent Anteile des in der NASCAR aktiven Motorsportteams Roush Fenway Racing. Dem Tochterunternehmen Fenway Sports Management, das früher den Namen Fenway Sports Group trug, gehört das Baseballteam Salem Red Sox.
Gründer und Eigentümer der FSG ist ein Konsortium um den Börsenhändler John W. Henry, zu dem der Fernsehproduzent Tom Werner, der Sportanlagenunternehmer Les Otten, das Medienunternehmen The New York Times Company und weitere Geldgeber gehören.